# Рябинкино (Лухский район)
Рябинкино — деревня в Лухском районе Ивановской области. Входит в состав Тимирязевского сельского поселения.

## География
Находится в восточной части Ивановской области на расстоянии приблизительно 4 км на запад по прямой от районного центра посёлка Лух.

## История
Деревня появилась на карте 1840 года. В 1872 году здесь (тогда Юрьевецкий уезд Костромской губернии) был учтён 31 двор, в 1907 году — 58.

## Население
Постоянное население составляло 160 человек (1872 год), 251 (1897), 251(1907), 45 в 2002 году (русские 96 %), 19 в 2010.